# Leonardoxa
Genre
Classification phylogénétique
Leonardoxa est un genre de plantes à fleurs dicotylédones de la famille des Fabaceae, sous-famille des Caesalpinioideae, originaire d'Afrique équatoriale, qui comprend trois espèces acceptées.

## Liste d'espèces
Selon The Plant List (14 décembre 2018) :
- Leonardoxa africana (Baill.) Aubrev.
- Leonardoxa bequaertii (De Wild.) Aubrev.
- Leonardoxa romii (De Wild.) Aubrev.